# Guerras do Brasil.doc
Guerra do Brasil.doc é uma série documental produzida pelo roteirista Luiz Bolognesi para o canal Curta!, lançada no dia 19 de abril de 2019.
Alguns dos episódios foram aprofundados em uma série de livros que leva o mesmo nome.

## Sinopse
Guerras do Brasil apresenta os fatos e as diferentes narrativas dos principais conflitos armados da História do país. A narrativa é contada por meio de depoimentos dos principais conhecedores dos fatos (historiadores, cientistas sociais, jornalistas).
Clipes com trilhas sonoras, imagens de arquivo e ilustrações feitas por artistas brasileiros dão um ritmo dinâmico para compreender a História do país a partir de seu cerne: o conflito.

## Lista de episódios
A série é dividida em cinco episódios que trabalham os temas:
| Episódio | Referente ao episódio histórico                                              |
| -------- | ---------------------------------------------------------------------------- |
| 1        | Guerras de Conquista                                                         |
| 2        | Destruição de Palmares                                                       |
| 3        | Guerra do Paraguai                                                           |
| 4        | Revolução de 1930                                                            |
| 5        | Escola do Crime (formação do Crime Organizado no Rio de Janeiro e São Paulo) |

## Livros
Conforme Luiz Bolognesi no prefácio dos livros, "os documentários permitem um primeiro voo sobre os temas, enquanto os livros proporcionam um mergulho intenso, com a possibilidade de ver mais paisagens, conhecer melhor os personagens, sentir a temperatura dos conflitos que empurraram o país para a encruzilhada que vivemos hoje."
| Título                                                                                 | Autor(es)                                       | Ref.   |
| -------------------------------------------------------------------------------------- | ----------------------------------------------- | ------ |
| Guerras de Conquista - da invasão dos portugueses até os dias de hoje                  | Felipe Milanez e Fabrício Lyrio Santos          | [ 9 ]  |
| Guerra do Paraguai - vidas, personagens e destinos no maior conflito da América do Sul | José Francisco Botelho e Laura Ferrazza de Lima | [ 10 ] |
| Revolução de 1930 - o conflito que mudou o Brasil                                      | Rodrigo Trespach                                | [ 11 ] |